# Milano ATP Challenger 2024
Il Milano ATP Challenger 2024 è stato un torneo maschile di tennis professionistico. È stata la 18ª edizione del torneo, facente parte della categoria Challenger 75 nell'ambito dell'ATP Challenger Tour 2024, con un montepremi di 73 000 €. Si è giocato dal 24 al 30 giugno 2024 sui campi in terra rossa del Aspria Harbour Club Milano di Milano, in Italia.

## Partecipanti

### Teste di serie
| Nazionalità   | Giocatore                 | Ranking* | Testa di serie |
| ------------- | ------------------------- | -------- | -------------- |
| Spagna        | Albert Ramos Viñolas      | 108      | 1              |
| Perù          | Juan Pablo Varillas       | 164      | 2              |
| Taipei cinese | Tseng Chun-hsin           | 170      | 3              |
| Polonia       | Maks Kaśnikowski          | 230      | 4              |
| Italia        | Enrico Dalla Valle        | 247      | 5              |
| Spagna        | Javier Barranco Cosano    | 252      | 6              |
| Belgio        | Gauthier Onclin           | 260      | 7              |
| Spagna        | Nikolás Sánchez Izquierdo | 263      | 8              |

* Ranking al 17 giugno 2024.

### Altri partecipanti
I seguenti giocatori hanno ricevuto una wild card per il tabellone principale:
- Marco Cecchinato
- Federico Cinà
- Andrea Picchione

Il seguente giocatore è entrato in tabellone con il ranking protetto:
- Nicolás Álvarez Varona

I seguenti giocatori sono entrati in tabellone come alternate:
- Giovanni Fonio
- Michael Vrbenský

I seguenti giocatori sono passati dalle qualificazioni:
- Federico Agustín Gómez
- Carlos Taberner
- Federico Gaio
- Ignacio Buse
- Federico Arnaboldi
- Gabriel Debru

## Punti e montepremi
| Torneo    | Torneo              | V     | F     | SF    | QF    | 2T    | 1T  | Q | Q2  | Q1  |
| Singolare | Punti               | 75    | 44    | 22    | 12    | 6     | 0   | 4 | 2   | 0   |
| Singolare | Premi in denaro (€) | 9,880 | 5,820 | 3,450 | 2,000 | 1,165 | 720 | – | 360 | 185 |
| Doppio    | Punti               | 75    | 44    | 22    | 12    | –     | 0   | – | –   | –   |
| Doppio    | Premi in denaro (€) | 4,250 | 2,450 | 1,480 | 880   | –     | 500 | – | –   | –   |

## Campioni

### Singolare
Federico Agustín Gómez ha sconfitto in finale  Filip Cristian Jianu con il punteggio di 6–3, 6–4.

### Doppio
Andre Begemann /  Jonathan Eysseric hanno sconfitto in finale  Petr Nouza /  Patrik Rikl con il punteggio di 2–6, 6–4, [10–6].